# Fußball in Guatemala
Als die Pioniere des Fußballs in Guatemala gelten die Brüder Luis und Carlos Aguirre sowie ihre Mitstreiter Luis Pedro Mathéu und Delfino Gomez Latour, die einer Quelle zufolge bereits im Jahre 1893 mit dem Guatemala FC den ersten Fußballverein des Landes ins Leben riefen. Eine andere Quelle geht von der Gründung des Vereins erst im Jahr 1902 aus.

## Einheimische Turniere

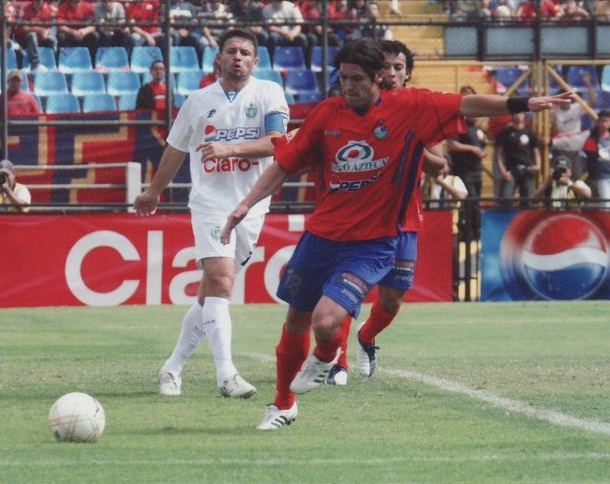
Spielszene eines Stadtderbys zwischen Comunicaciones (weiße Trikots) und Municipal (in rot und blau)

Die ersten Vereine des Landes entstanden in der Hauptstadt Guatemala-Stadt, wo zu Beginn des 20. Jahrhunderts mit dem Olympic FC ein zweiter Fußballverein gegründet wurde. Diese beiden Mannschaften initiierten mit der Copa Centroamericana einen ersten Wettbewerb, dessen erste Austragung zwischen dem 28. August und dem 30. Oktober 1904 stattfand und ausschließlich zwischen diesen beiden Mannschaften bestritten wurde, die insgesamt zehnmal gegeneinander antraten. Mit sechs Siegen und einem Remis gegenüber drei Niederlagen gewann der jüngere Olympic FC diesen ersten Vergleich. Die zweite Austragung des Wettbewerbs fand zwischen Oktober 1905 und Februar 1906 statt und wurde von insgesamt drei Mannschaften bestritten. Erneut setzte sich der Olympic FC durch, doch immerhin „verteidigte“ der Guatemala FC seinen zweiten Platz vor der neu hinzugekommenen Mannschaft des Gay SC. Danach wurden weitere Turniere erst ab 1911 unter der neuen Bezeichnung Copa Manuel Estrada Cabrera ausgetragen. Das erste Turnier gewann der Gay SC, doch in den Jahren 1913 und 1914 konnte sich endlich der Guatemala FC in die Siegerliste eintragen.
Bald erreichte der Fußball auch die zweitgrößte Stadt des Landes, Quetzaltenango, wo im Mai 1906 der Quetzaltenango FC gegründet wurde.
Bereits 1919 wurde die Liga Capitalina ins Leben gerufen und das erste Campeonato Nacional ausgetragen, das vom Hércules FC gewonnen wurde.
Mit Gründung der Campeonato de Liga für die Saison 1942/43 wurde in Guatemala der Profifußball eingeführt. Seither wird der Fußball im Land durch die beiden großen Rivalen aus Guatemala-Stadt, CSD Comunicaciones und CSD Municipal, dominiert, die den Meistertitel zusammen bereits 59 Mal gewinnen konnten (bis zum Ende der Saison 2015/16 war Comunicaciones 30 Mal erfolgreich, Municipal 29 Mal). An dritter Stelle folgt mit weitem Abstand der ebenfalls in der Hauptstadt ansässige Aurora FC, der zwischen 1964 und 1992/93 insgesamt achtmal zu Meisterehren kam. Bestes Team außerhalb der Hauptstadt ist mit fünf Titeln der Club Xelajú MC aus der zweitgrößten Stadt des Landes, Quetzaltenango.

## Internationale Wettbewerbe

### Vereine
Die größten Erfolge auf Vereinsebene erzielte Municipal mit dem Gewinn des CONCACAF Champions’ Cup 1974. Vier Jahre später konnte sich auch der Erzrivale Comunicaciones über diesen Triumph freuen, wenngleich er lediglich einer von drei Staffelsiegern war. Weil das Turnier des Jahres 1978 allerdings nicht mehr zu Ende ausgetragen wurde, wurden alle drei Staffelsieger zu gleichwertigen Turniersiegern erklärt.
Comunicaciones gelang die Finalteilnahme bereits bei der ersten Austragung des Turniers 1962, wo man allerdings ebenso gegen den mexikanischen Nachbarn Chivas Guadalajara scheiterte wie sieben Jahre später gegen Cruz Azul. Municipal erreichte das Finale noch einmal 1995 und scheiterte in diesem Fall gegen den costa-ricanischen Vertreter CD Saprissa.

### Nationalmannschaft
Die Guatemaltekische Fußballnationalmannschaft feierte ihr bisher bestes Ergebnis mit dem vierten Platz beim CONCACAF Gold Cup 1996.
Ihren einzigen Titel gewann sie 1967 mit dem Gewinn des CONCACAF-Nations-Cup vor dem in der Regel übermächtigen nördlichen Nachbarn Mexiko.
Die Qualifikation zu einer Fußball-Weltmeisterschaft gelang bisher noch nicht.